# 萧景容
萧景容（1923年—），曾用名鼎镛，男，湖南涟源人，中国压力加工专家，曾任华中工学院教授、博士生导师。